# Kazimierz Krzyżak
Kazimierz Krzyżak, ps. „Bronisław”, „Kalwin” (ur. 5 lutego 1897 w Głowaczowej, zm. 8 marca 1985 w Krakowie) – podpułkownik artylerii Wojska Polskiego, inżynier, kawaler Orderu Virtuti Militari, podczas powstania warszawskiego dowódca Obwodu Warszawa–Powiat.

## Życiorys
Syn Józefa. Żołnierz Legionów Polskich. W Wojsku Polskim od 1918 do 1921. Przeniesiony do rezerwy w stopniu porucznika, jego oddziałem macierzystym był 3 pułk artylerii polowej Legionów w Zamościu. Zweryfikowany w stopniu porucznika ze starszeństwem z dniem 1 czerwca 1919 roku w korpusie oficerów rezerwowych artylerii. W latach 1923–1924 był oficerem rezerwowym 5 pułku artylerii ciężkiej w Krakowie. 29 stycznia 1932 roku został mianowany kapitanem ze starszeństwem z dniem 2 stycznia 1932 roku i 28. lokatą w korpusie oficerów rezerwy artylerii. Był wówczas oficerem rezerwy 9 pułku artylerii ciężkiej. W 1934 roku pozostawał w ewidencji Powiatowej Komendy Uzupełnień Łuck. Nadal posiadał przydział do 9 pułku artylerii ciężkiej we Włodawie. Przed 1939 pracownik Izby Rolniczej w Warszawie.
Od grudnia 1940 dowódca Obwodu VII – Powiat Warszawski „Obroża” Armii Krajowej. Podczas walk powstańczych przebywał w Śródmieściu, organizując zaplecze na odcinku batalionu „Zaremba-Piorun”. Po kapitulacji polskich oddziałów znalazł się w Oflagu VII-A Murnau.
Zmarł w Krakowie. Pochowany na Cmentarzu Salwatorskim (sektor SC2-1a-2).

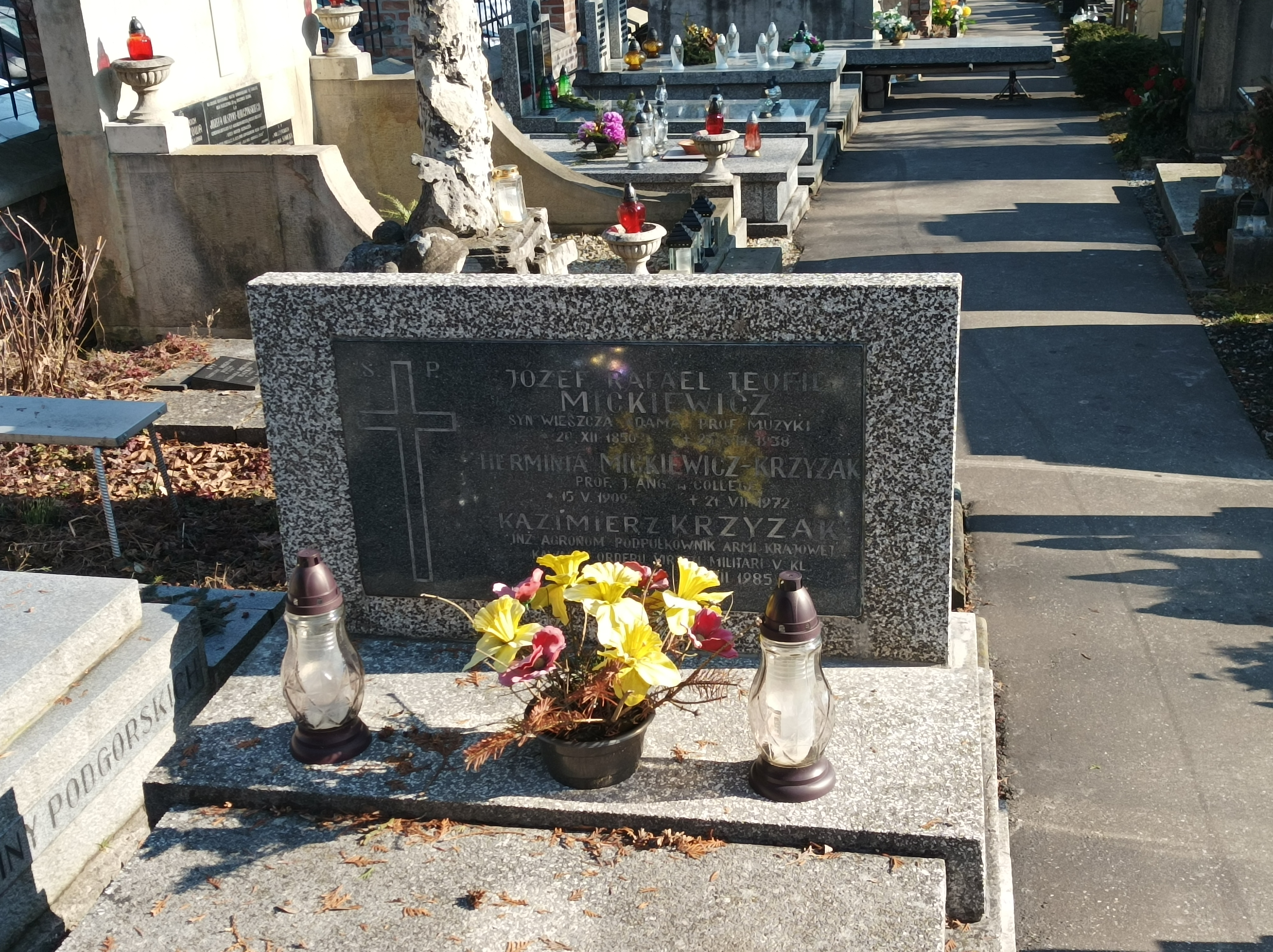
Grób ppłka Kazimierza Krzyżaka na cmentarzu Salwatorskim w Krakowie

## Ordery i odznaczenia
- Krzyż Srebrny Orderu Wojskowego Virtuti Militari nr 4902[9]
- Krzyż Niepodległości (16 marca 1937)[10]
- Krzyż Walecznych (1922, w zamian za dyplom „Za Waleczność” byłego Frontu Litewsko-Białoruskiego)[11]